# لانگنتال (راینلاند-فالتس)
لانگنتال (به آلمانی: Langenthal) یک شهر در آلمان است که در باد کرویتسناخ واقع شده‌است. لانگنتال ۱۰۵ نفر جمعیت دارد.